# Diversidoris
Diversidoris Rudman, 1987 è un genere di molluschi nudibranchi della famiglia Chromodorididae.

## Tassonomia
Il genere comprende le seguenti specie:
- Diversidoris aurantionodulosa Rudman, 1987
- Diversidoris crocea (Rudman, 1986)
- Diversidoris flava (Eliot, 1904)
- Diversidoris sulphurea (Rudman, 1986)